# Dmitrij Jerofejevics Osten-Sacken
Dmitrij Jerofejevics Osten-Sacken (Дми́трий Ерофе́евич О́стен-Са́кен, Dmitrij Jerofejevics Oszten-szaken; Jeliszavethrad, 1789. április 24. – Ogyessza, 1881. március 4.) az orosz cári hadsereg tábornoka.

## Élete
Báró Jerofej Kuzmics Osten-Sacken vezérőrnagy (1748–1807) és Anna Jefimovna Osten-Sacken gyermekeként született Jeliszavethradban, a mai Kropinivnickij városában. Apja nyomdokaiba lépve a katonai pályát választotta, 1804 decemberében, 15 éves korában kapta meg a Junker rangot.
Már 16 évesen harcolt a napóleoni háborúkban, részt vett az 1812-es honvédő háborúban is. Harcolt továbbá az 1826–1828-as orosz–perzsa háborúban, az 1828–1829-es orosz–török háborúban, a kaukázusi háborúban, a novemberi felkelésben, az 1848–49-es forradalom és szabadságharcban, és a krími háborúban.